# Ilha Darwin (Galápagos)
A ilha Darwin, conhecida também pelo nome de Culpepper, é uma ilha do arquipélago das Galápagos, no Equador. É uma das menores do arquipélago e é desabitada, sendo o que resta de um vulcão extinto. Junto da ilha ficava o Arco de Darwin, um arco rochoso. 
Constitui o ponto mais ocidental do Equador e também da América do Sul, se a ilha da Páscoa for inserida na Oceania. Em 17 de maio de 2021, o Arco de Darwin desabou, devido a erosão, segundo o ministério do meio ambiente do Equador.